# Troldskov

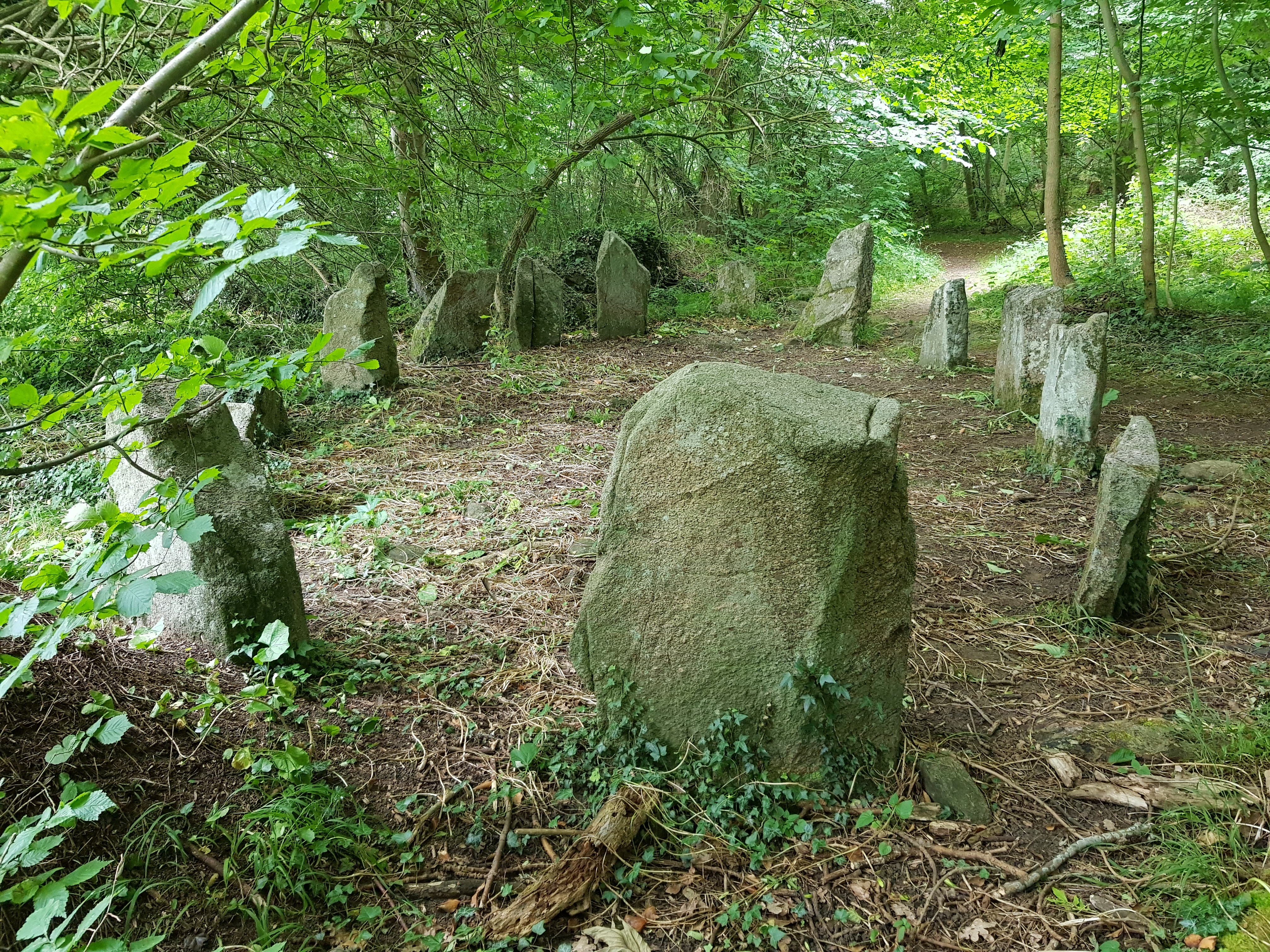
Schiffssetzung im Troldskov

Der Troldskov (deutsch Trollwald) auf der dänischen Insel Bornholm liegt nahe der Küstenstraße Sdr. Strandvej, zwischen Tejn und Gudhjem. Etwa 1,3 km hinter Tejn finden sich im südlich der Straße gelegenen Troldeskov (Wald) der Elverhøj, drei Bautasteine, eine Schiffssetzung und Reste eines eisenzeitlichen Gräberfeldes. 
Die Bautasteine markieren Gräber. Nordische Schiffssetzungen liegen stets so meernah, als ob es sich um eine wirkliche Flotte handelt. Das 1890 untersuchte Steinschiff ist ein schiffsförmiger Steinkreis aus 13 gebrochenen Steinen (keine Findlinge), der Brandbestattungen umgibt. Freigelegt wurden etwa zwölf Gräber, in denen man Knochenreste fand. Früher sollen hier ein Schild und ein eisernes Schwert gefunden worden sein.

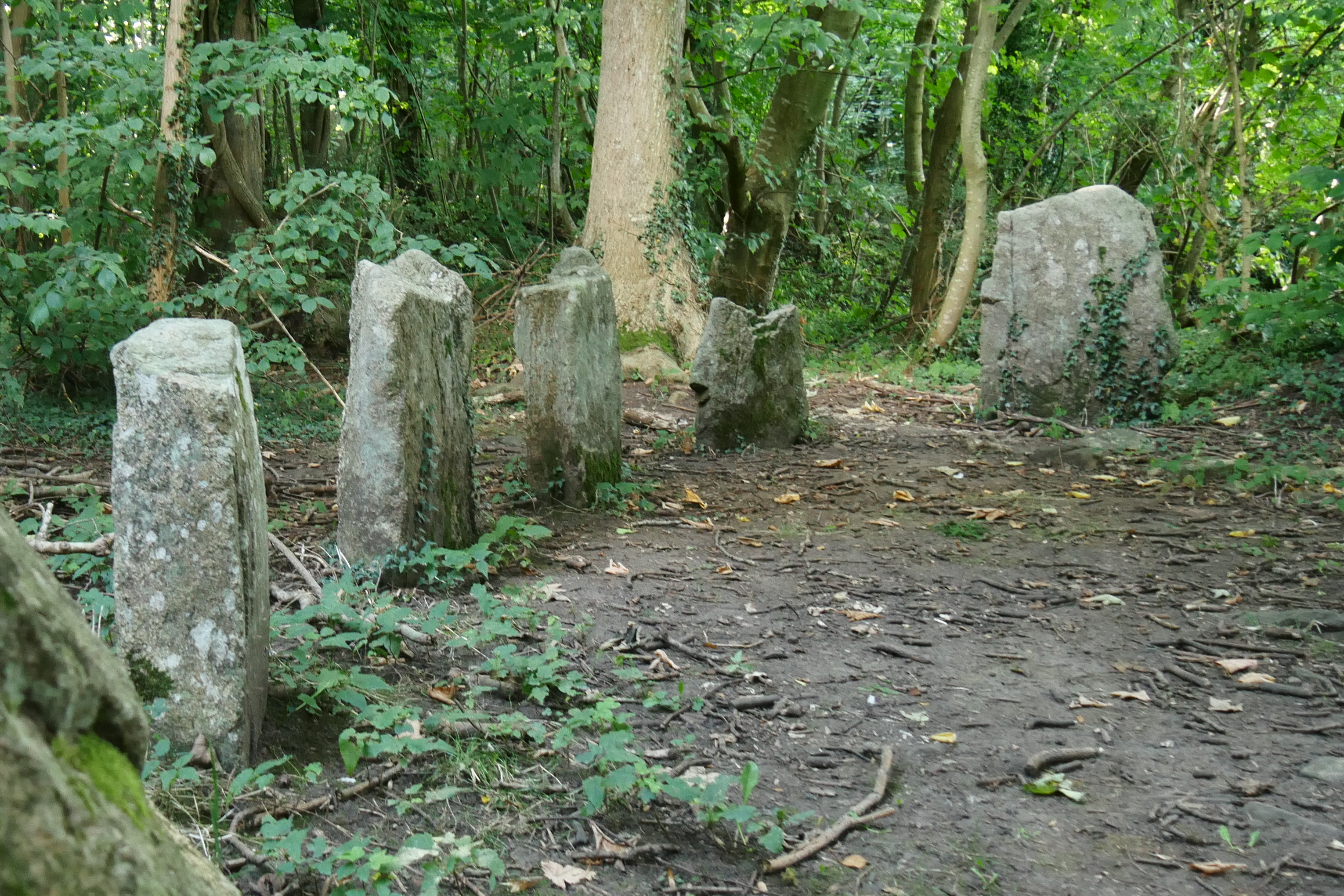
Schiffsetzung
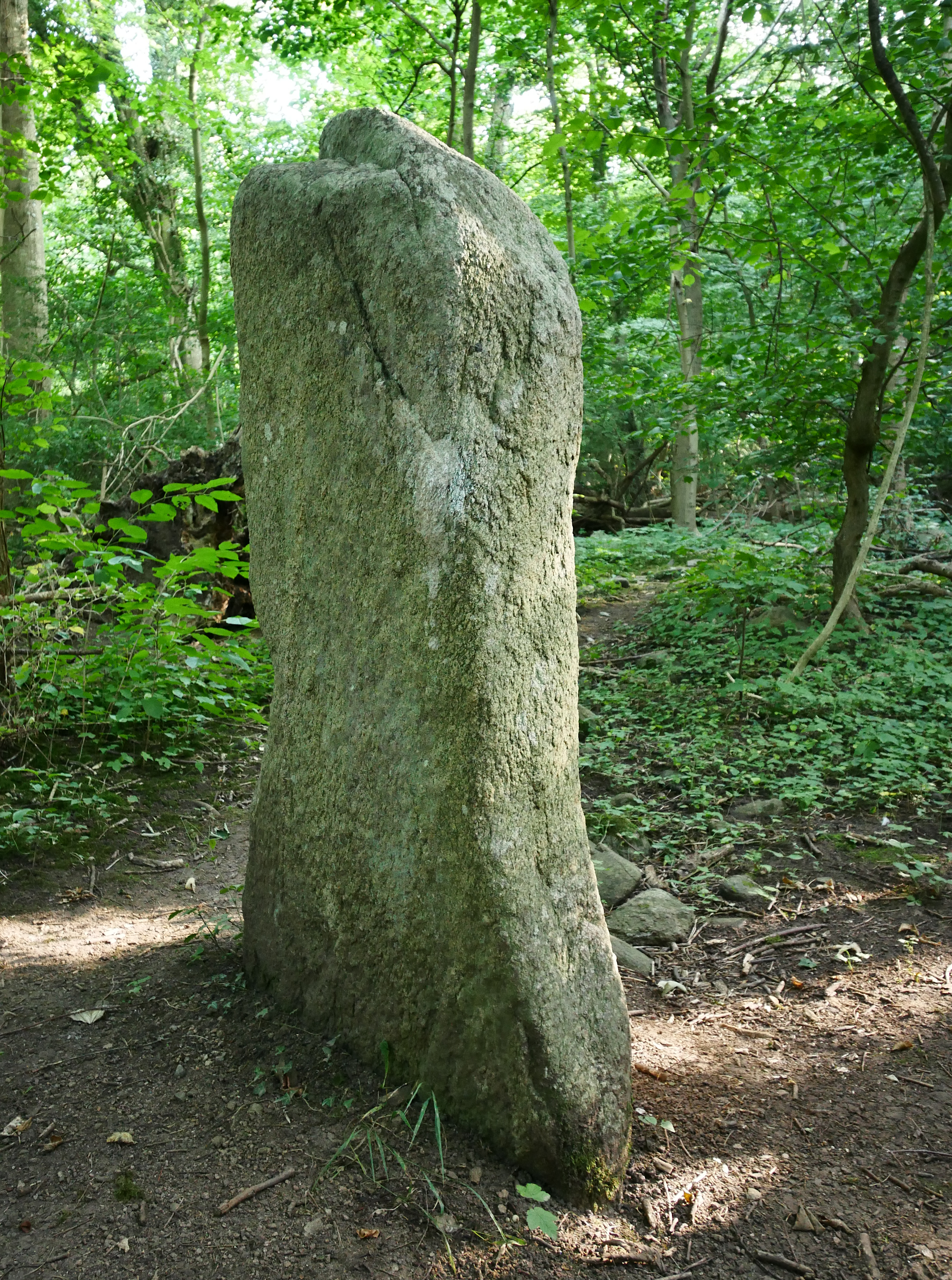
Menhir
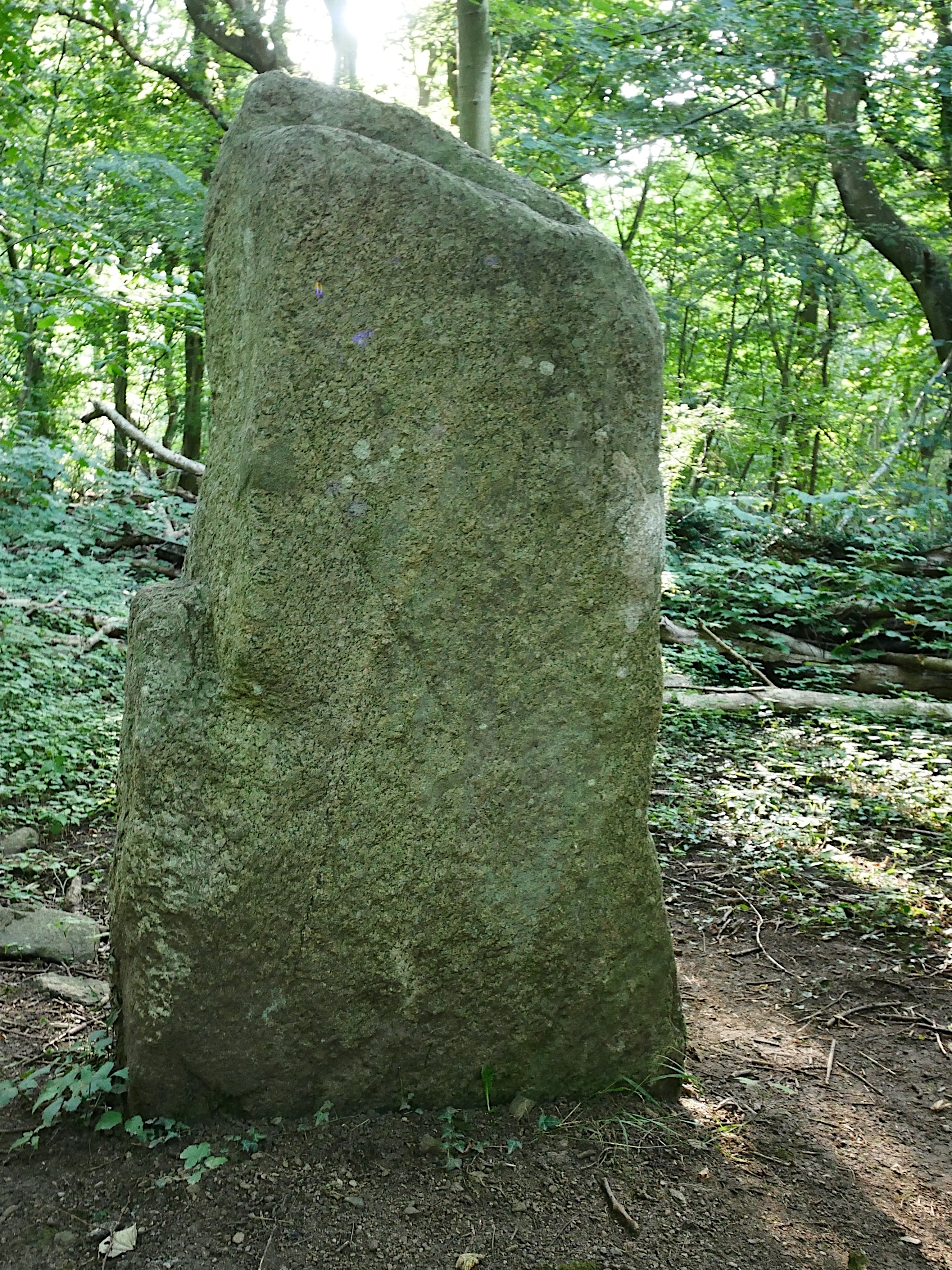
Menhir
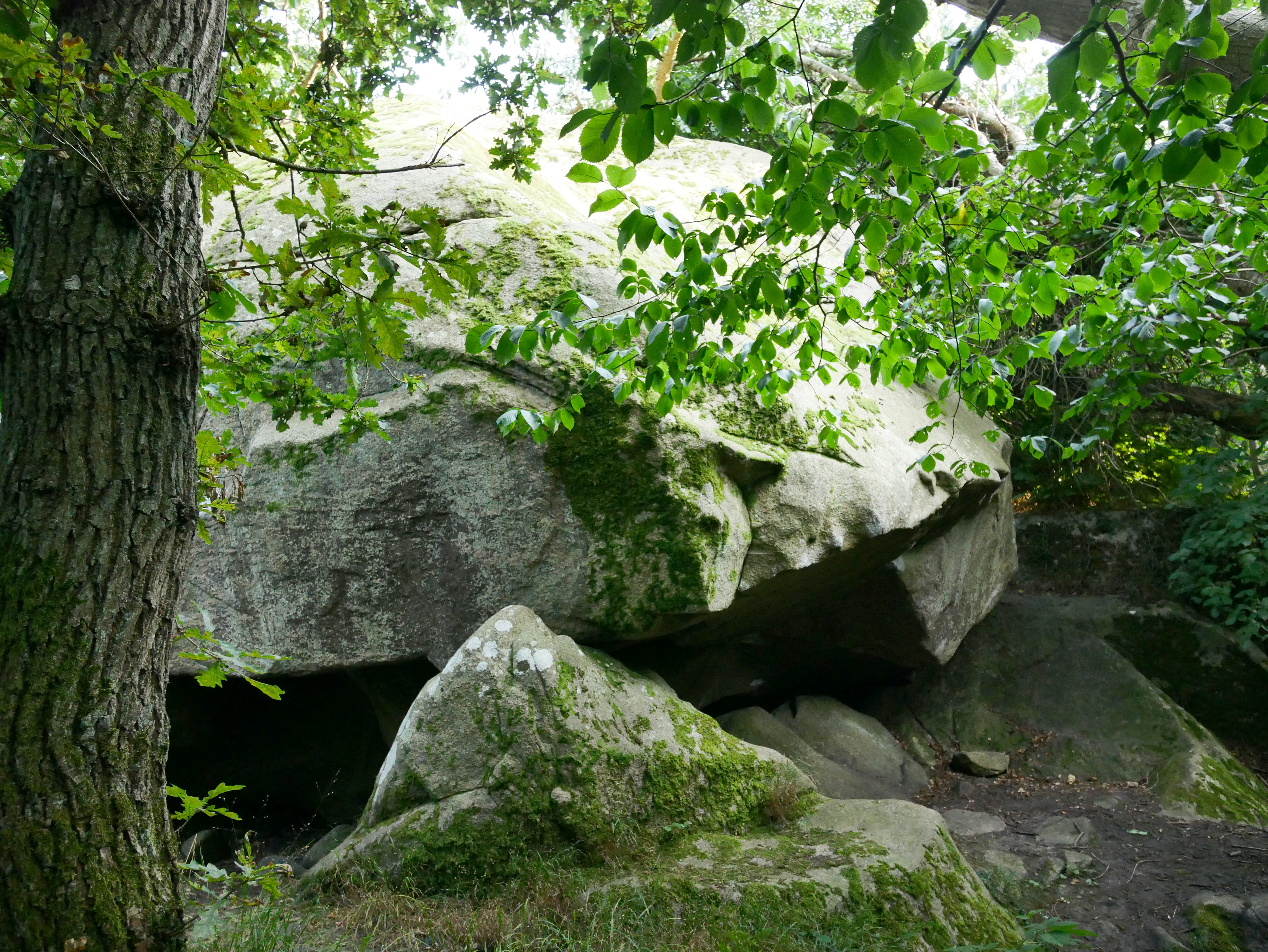
Findling